# St. Maximilian (Augsburg)

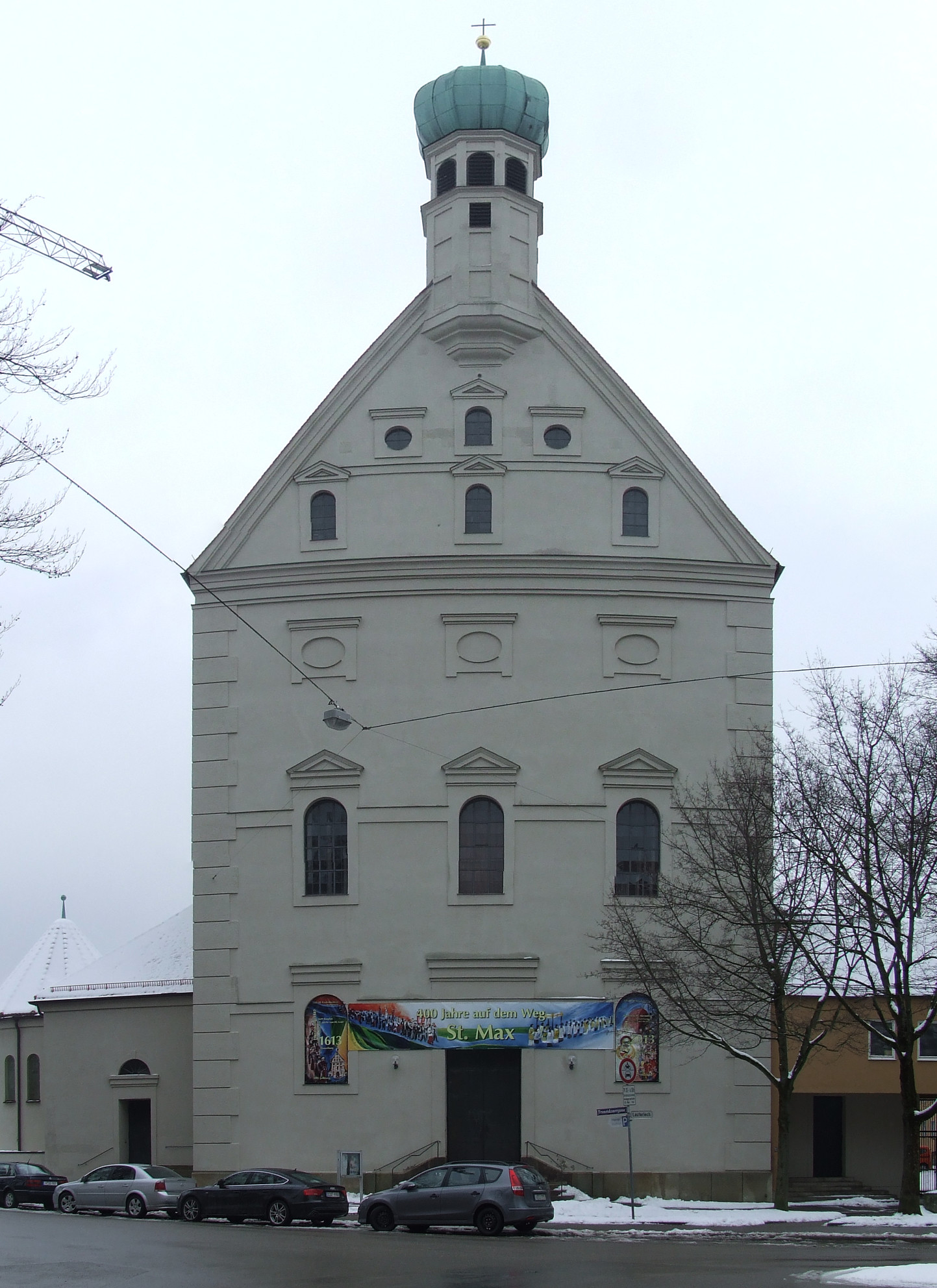
St. Maximilian

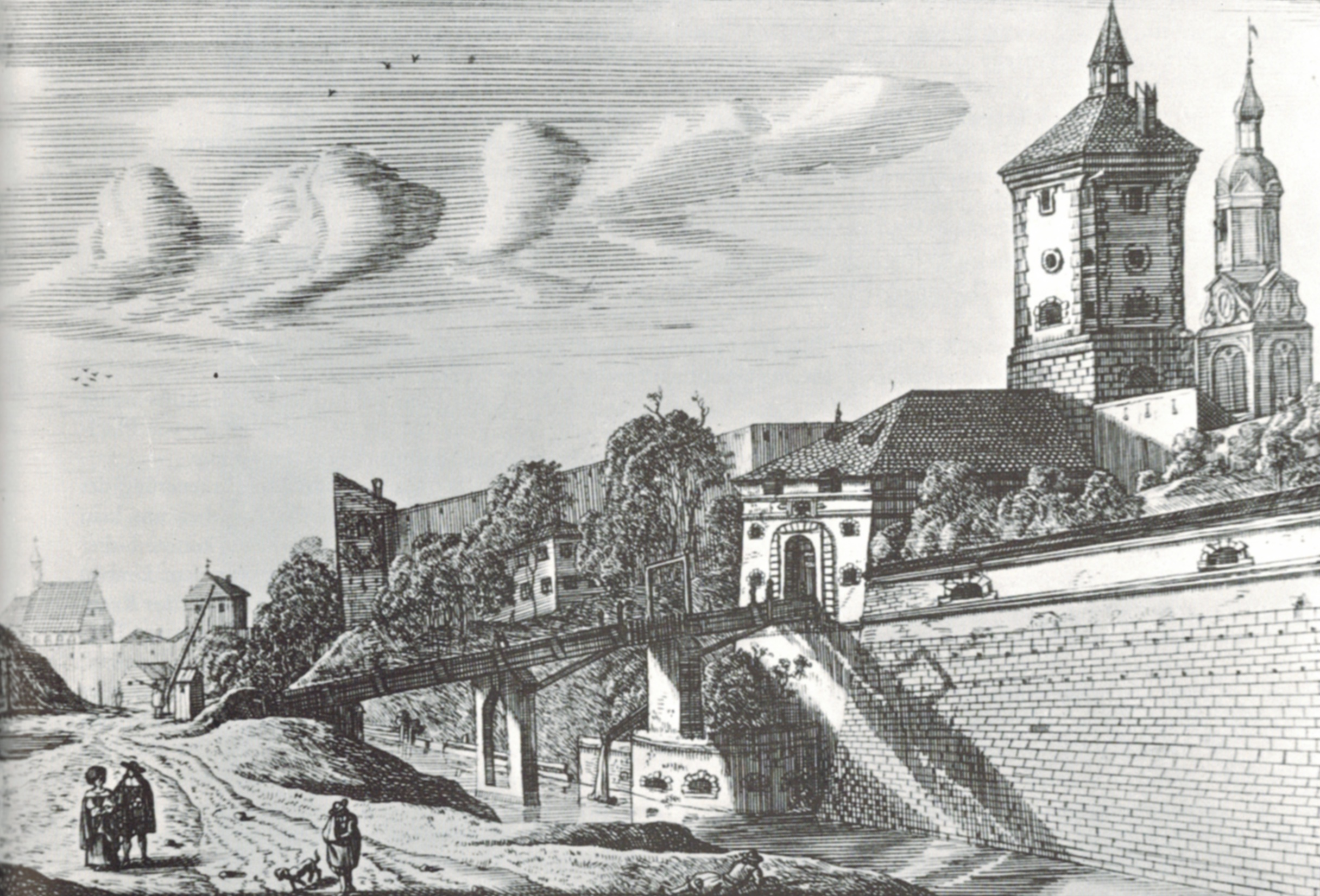
Stephingertor mit St. Maximilian links im Hintergrund von Simon Grimm

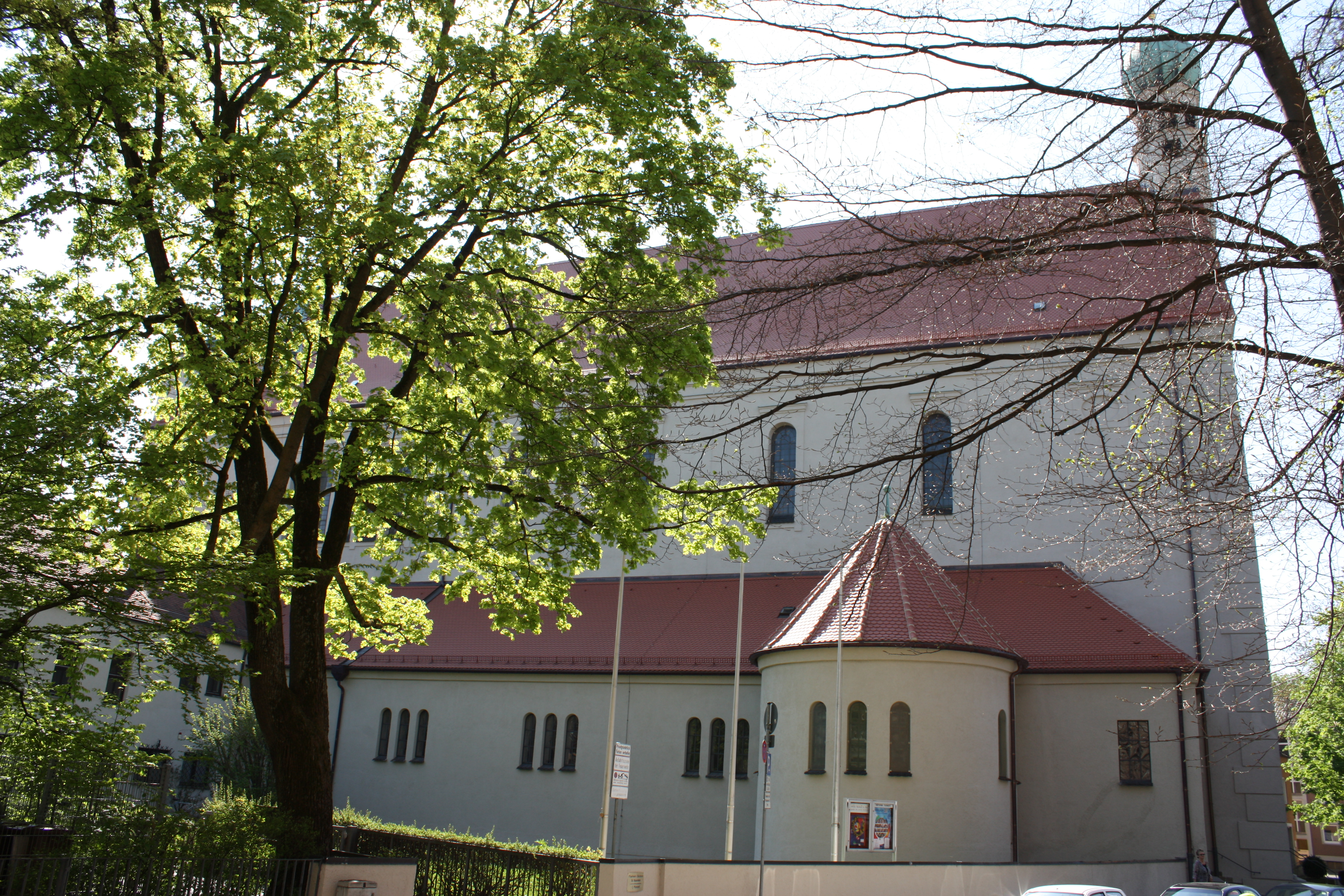
Seitenansicht

Die römisch-katholische Pfarrkirche St. Maximilian, auch St. Max, ehemals Franziskanerklosterkirche zum Heiligen Grab, ist eine Kirche im Dekanat Augsburg-Mitte, die zusammen mit St. Georg und St. Simpert eine Pfarrgemeinschaft bildet. Sie zählt zu den ersten Kirchen in Süddeutschland, die nach dem Zweiten Weltkrieg wiederaufgebaut wurden. Die Kirche ist als Baudenkmal in die Bayerische Denkmalliste eingetragen.

## Geschichte

### Vorgängerbau
Bereits in der ersten Hälfte des 12. Jahrhunderts bestand am sogenannten Weinmarkt (heute Maximilianstraße) in Augsburg eine Kapelle, die dem Heiligen Grab geweiht war. Nach einem Tauschgeschäft zwischen dem Domkapitel und der Stadt 1608 wurde das baufällige Kirchlein abgetragen. Reste des alten Gemäuers wurden in das von dem Stadtbaumeister Elias Holl 1611 errichtete reichsstädtische Kaufhaus (heute Ecke Maximilianstraße/Heilig-Grab-Gasse) mit einbezogen. Das kirchliche Baurecht sowie Patrozinium vom Heiligen Grab übertrug man auf den heutigen Standort der Kirche. Das Grundstück war ein Geschenk der Fugger an die Franziskaner, die dort 1611 eine neue Kirche neben ihrem soeben gegründeten Franziskanerkloster Zum heiligen Grab errichten ließen. Die Pläne stammten wohl von Esaias Holl, einem Bruder von Elias Holl.
Die Weihe wurde am 26. Oktober 1613 vom Augsburger Bischof Heinrich von Knöringen vorgenommen. Prinzessin Maximiliana Maria von Bayern überließ dem Kloster einige kostbare Reliquiare. Das noch erhaltene Hochaltargemälde Allerheilgen schuf der Augsburger Künstler Johann Rottenhammer. Eine Barockisierung von Kirche und Kloster erfolgte 1674. Mit der Säkularisation wurde das Kloster 1805 aufgehoben und bis 1808 vollständig geräumt. Die Kirche diente dann zeitweise als Salzlager und das Kloster als Kaserne. Am 19. Februar 1809 erhob König Maximilian I. Joseph die ehemalige Klosterkirche zur Pfarrkirche des Sprengels Jakobervorstadt. Wohl auf Initiative seines Ministers Maximilian Graf von Montgelas wurde die Kirche 1810 unter das neue Patrozinium des Bischofs Maximilian von Celeia gestellt. Eine Figur des hl. Maximilian stiftete der König der Kirche persönlich. Zum Anlass des 400-jährigen Bestehens der Pfarrkirche feierte der Augsburger Bischof Konrad Zdarsa am 27. Oktober 2013 in der Kirche einen Jubiläumsgottesdienst mit anschließenden Empfang.

### Zerstörung und Wiederaufbau
Bei den Luftangriffen auf Augsburg in der Nacht vom 25. auf den 26. Februar 1944 wurden sowohl die Kirche als auch das ehemalige Klostergebäude nahezu vollständig zerstört. Die einst reiche Innenausstattung fiel den Flammen zum Opfer. Lediglich wenige Kunstgegenstände – darunter mehrere Heiligenfiguren – konnten rechtzeitig ausgelagert und so gerettet werden.
Während der Trümmerräumung stürzte am 11. Mai 1946 eine weitere Mauer ein. Für den Wiederaufbau blieben lediglich die westliche Giebelscheibe der Kirche sowie ein kleiner Teil des ehemaligen Klostergebäudes erhalten, der heute als Pfarrheim genutzt wird.
Der Wiederaufbau erfolgte nach Plänen des Architekten Dominikus Böhm in vereinfachter Form – ohne die ursprünglich vorhandene Heilig-Grab-Kapelle. Teile der Bauarbeiten wurden von Mitgliedern der Pfarrgemeinde in Eigenleistung übernommen. Als Baumaterial dienten ausschließlich Mauersteine der zerstörten Kirche, wodurch die Baukosten auf 240.000 Mark begrenzt werden konnten.
Im Oktober 1949 wurde das Richtfest gefeiert, und am 15. April 1951 konnte die neue Kirche feierlich geweiht werden. Die Ausmalung der Kirchendecke und der Altäre übernahm anschließend der Kunstakademiedirektor Franz Nagel, während die Bildhauerarbeiten von Stephan Geiger stammen.

## Architektur

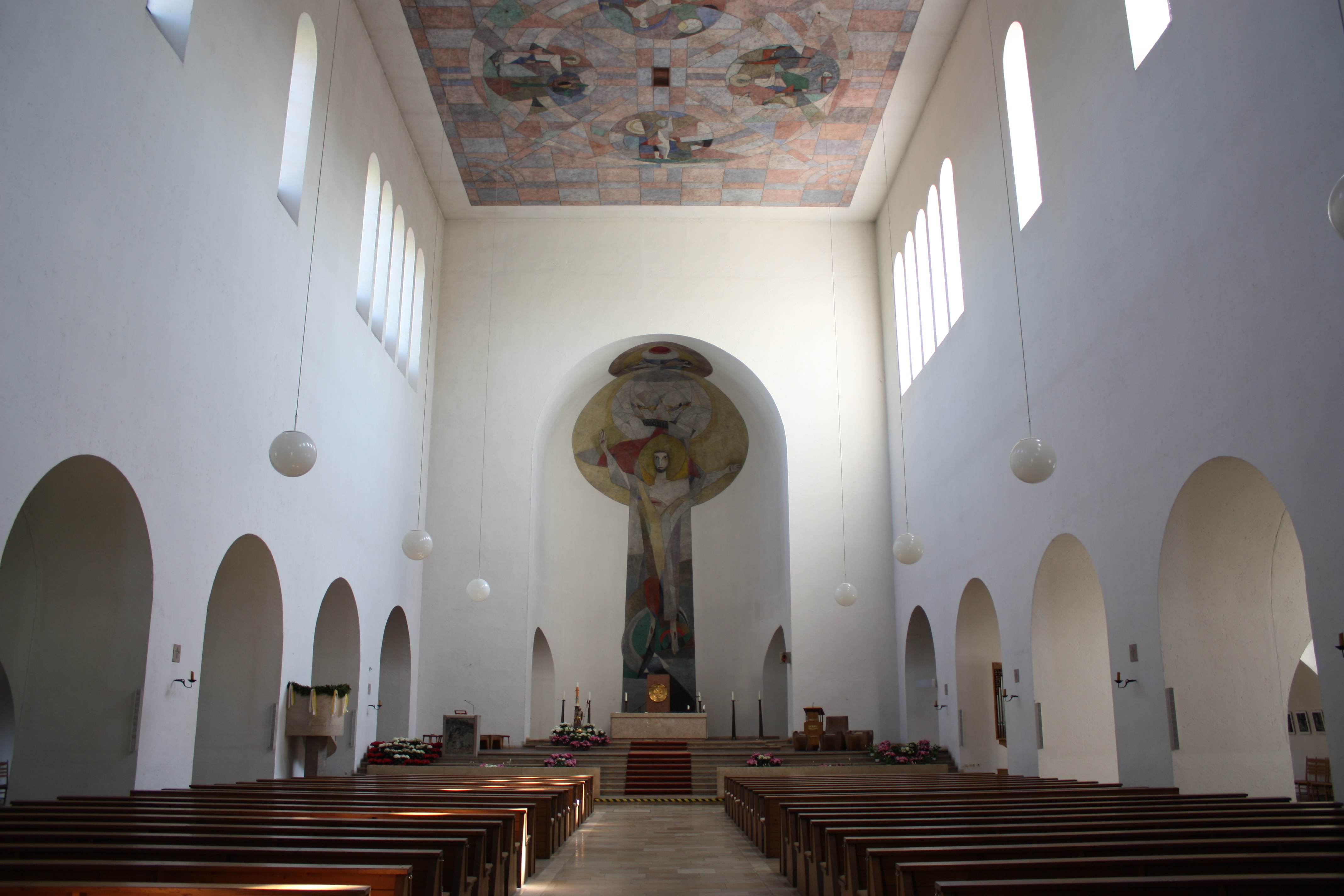
Innenraum heute

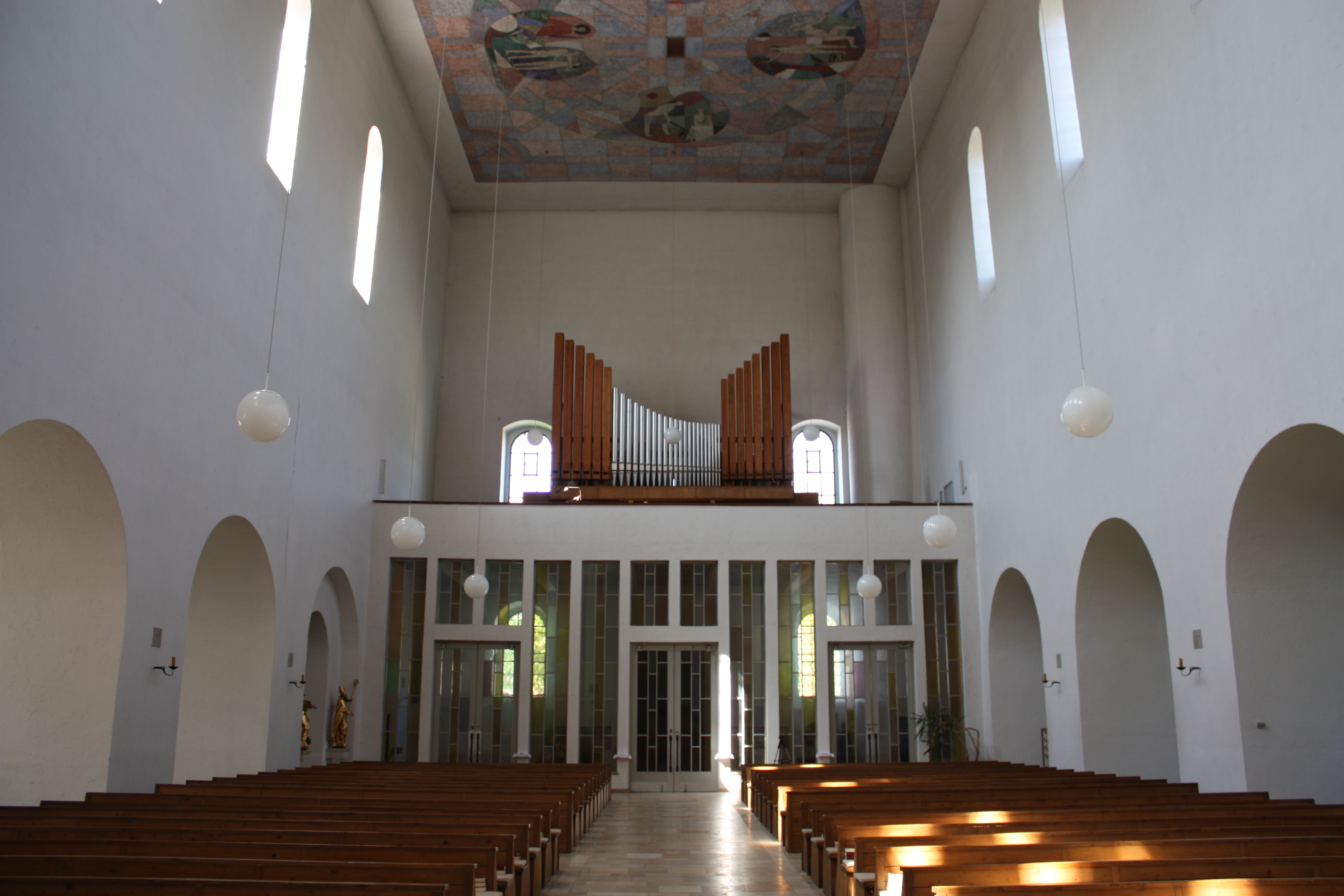
Empore

Die westliche Giebelfassade der Kirche besitzt drei Fensterachsen. Auf einer Konsole erhebt sich ein oktogonaler Giebelturm von etwa 1650. Rechts vom Eingang ist ein kleiner Rundbau angebracht. Das Langhaus besitzt ein Tonnengewölbe.

## Orgeln
Die dreimanualige Hauptorgel mit 47 Register ersetzte die im Krieg untergegangene Bohl-Orgel. Die aktuelle Hindelang-Orgel von 1952 ist derzeit nicht spielbar und bereits teilweise abgebaut.
1986 baute Max Offner eine einmanualige Chororgel mit acht Registern. Dieses Instrument dient heute zur musikalischen Ausgestaltung der Gottesdienste.

## Galerie

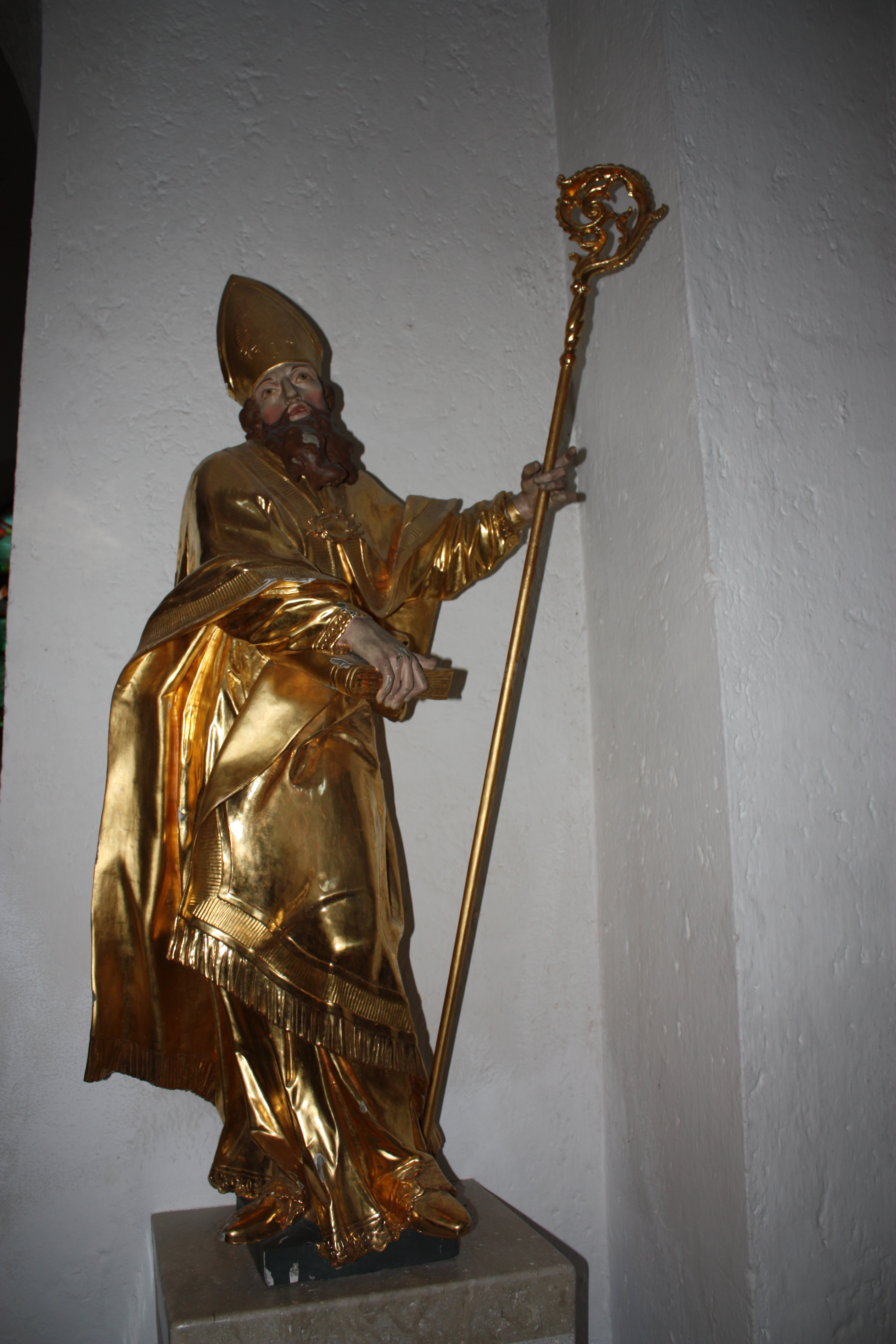
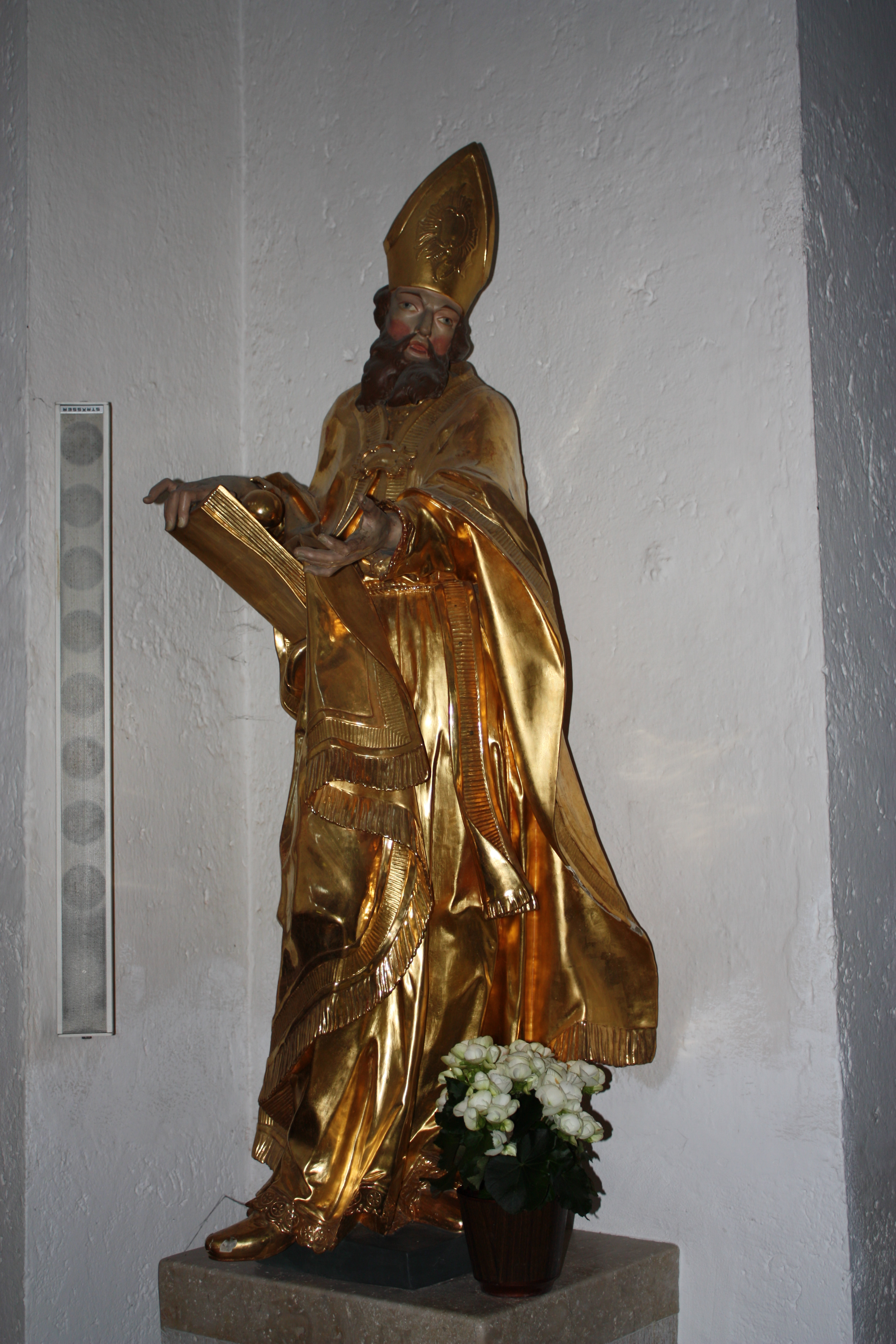
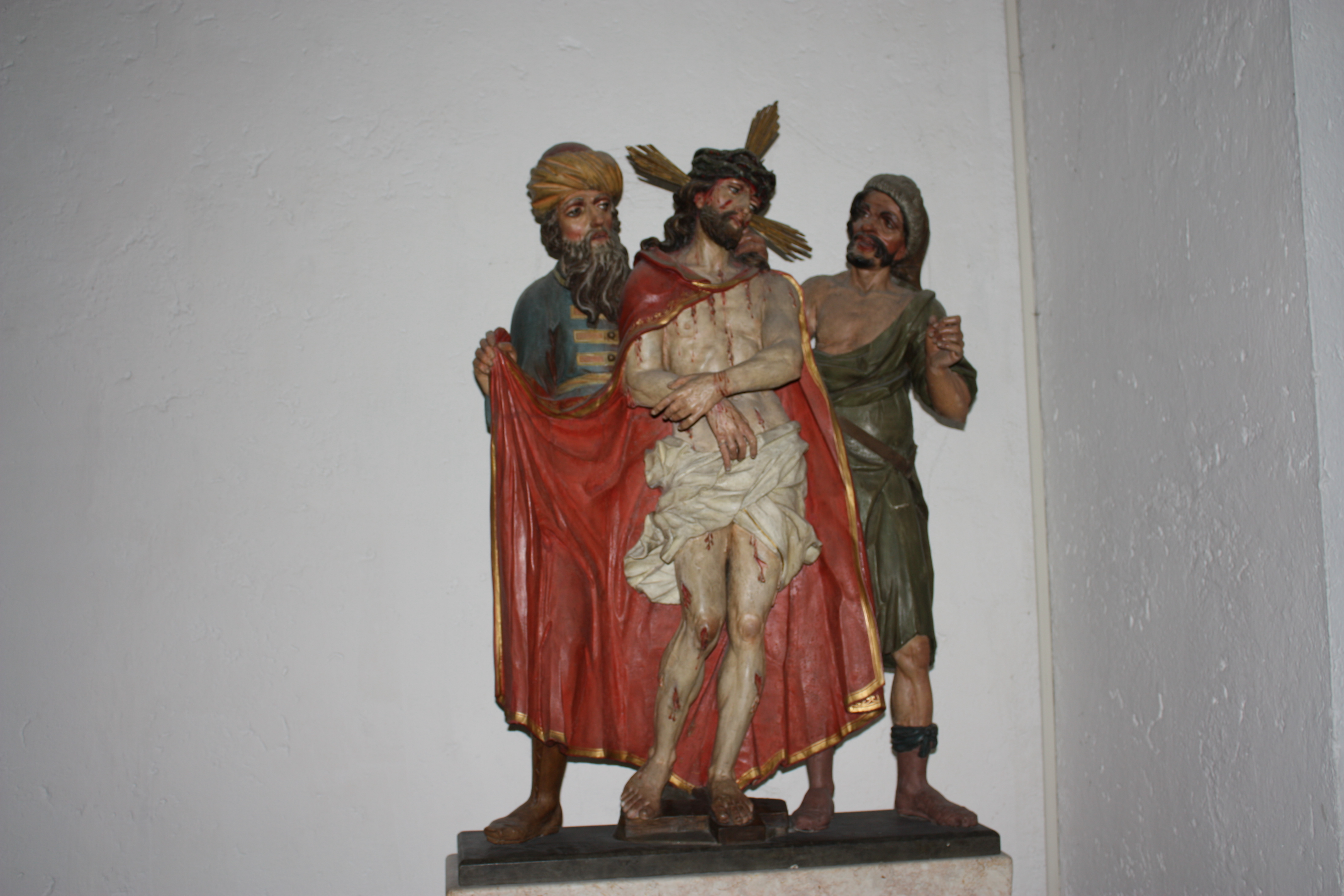
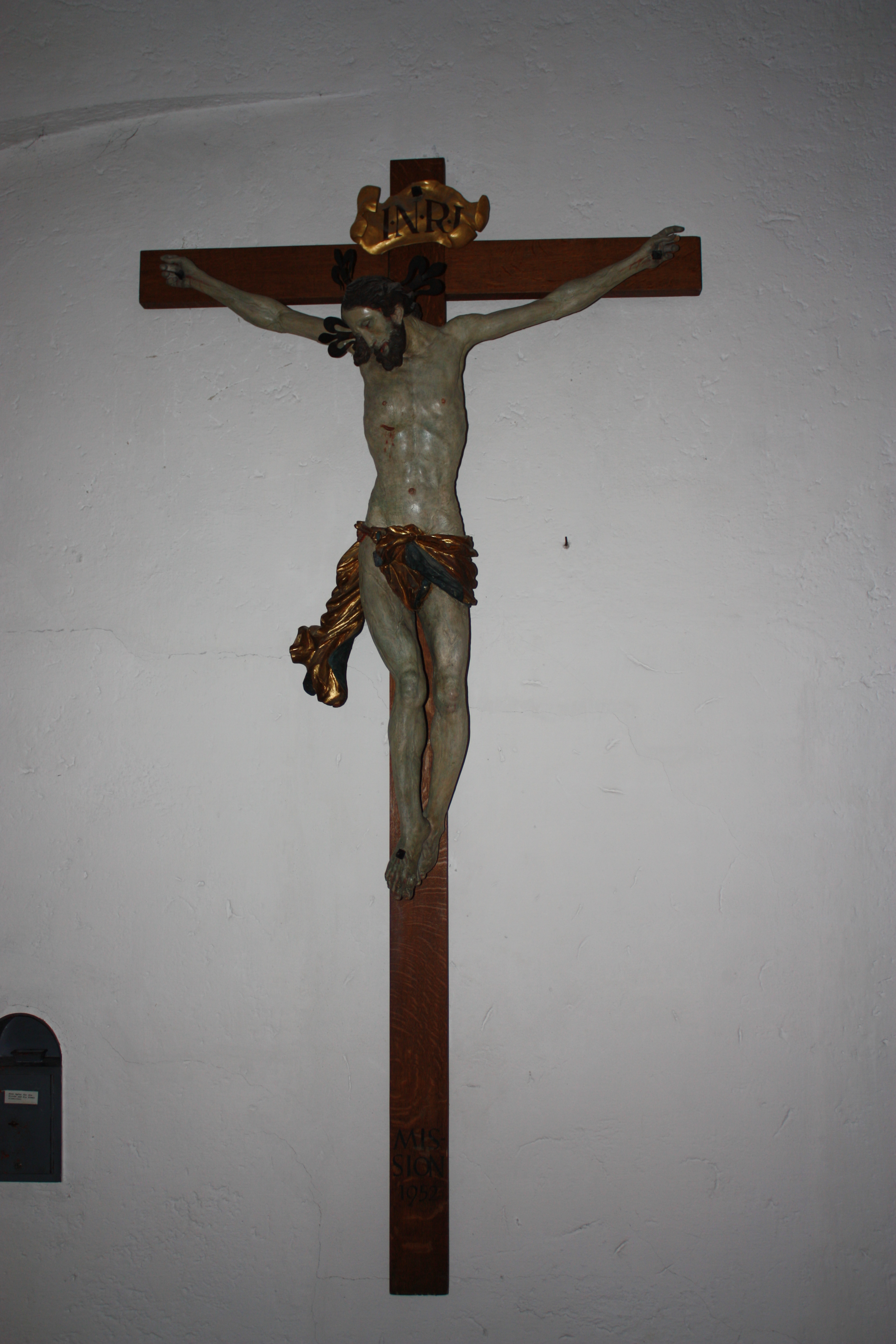
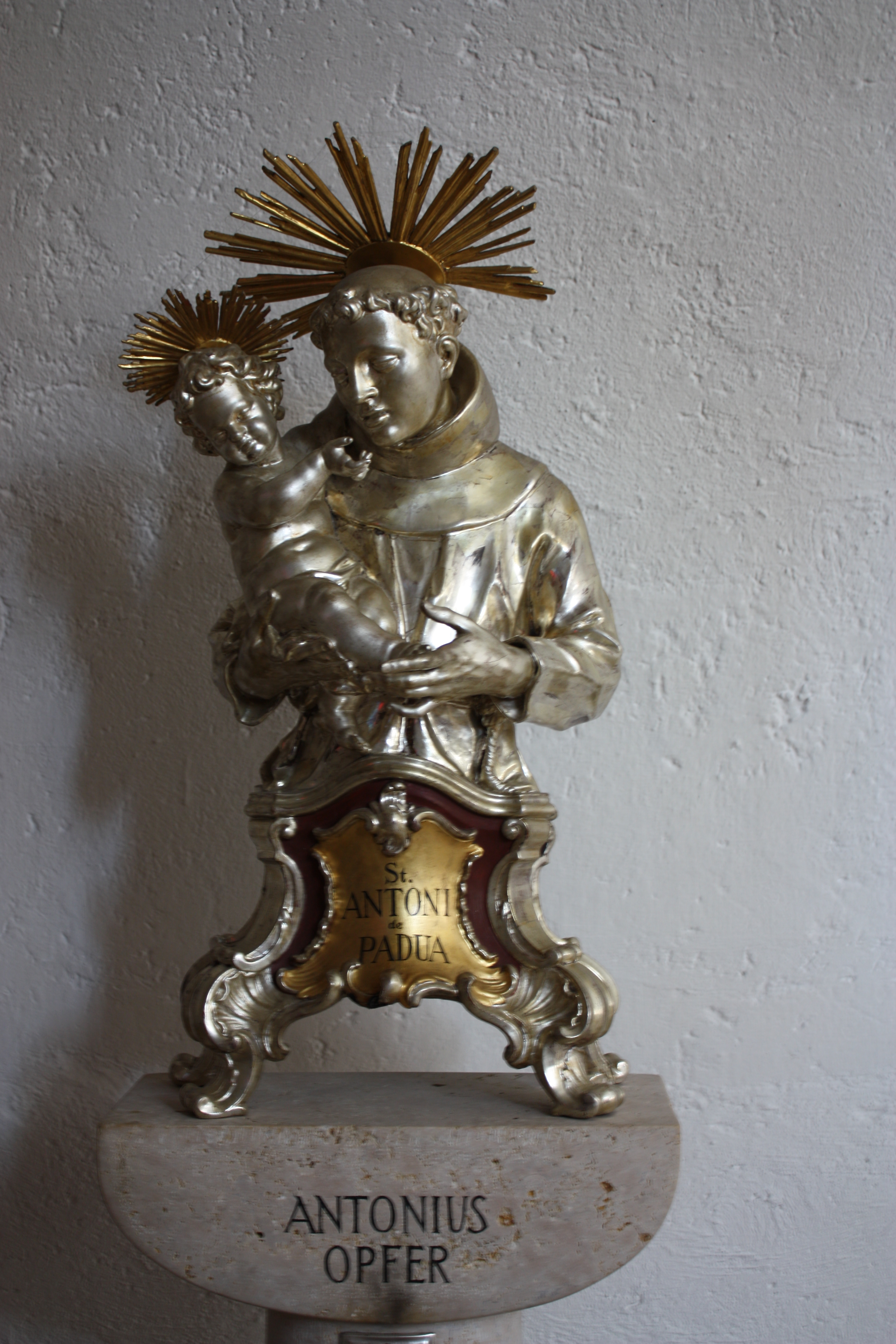
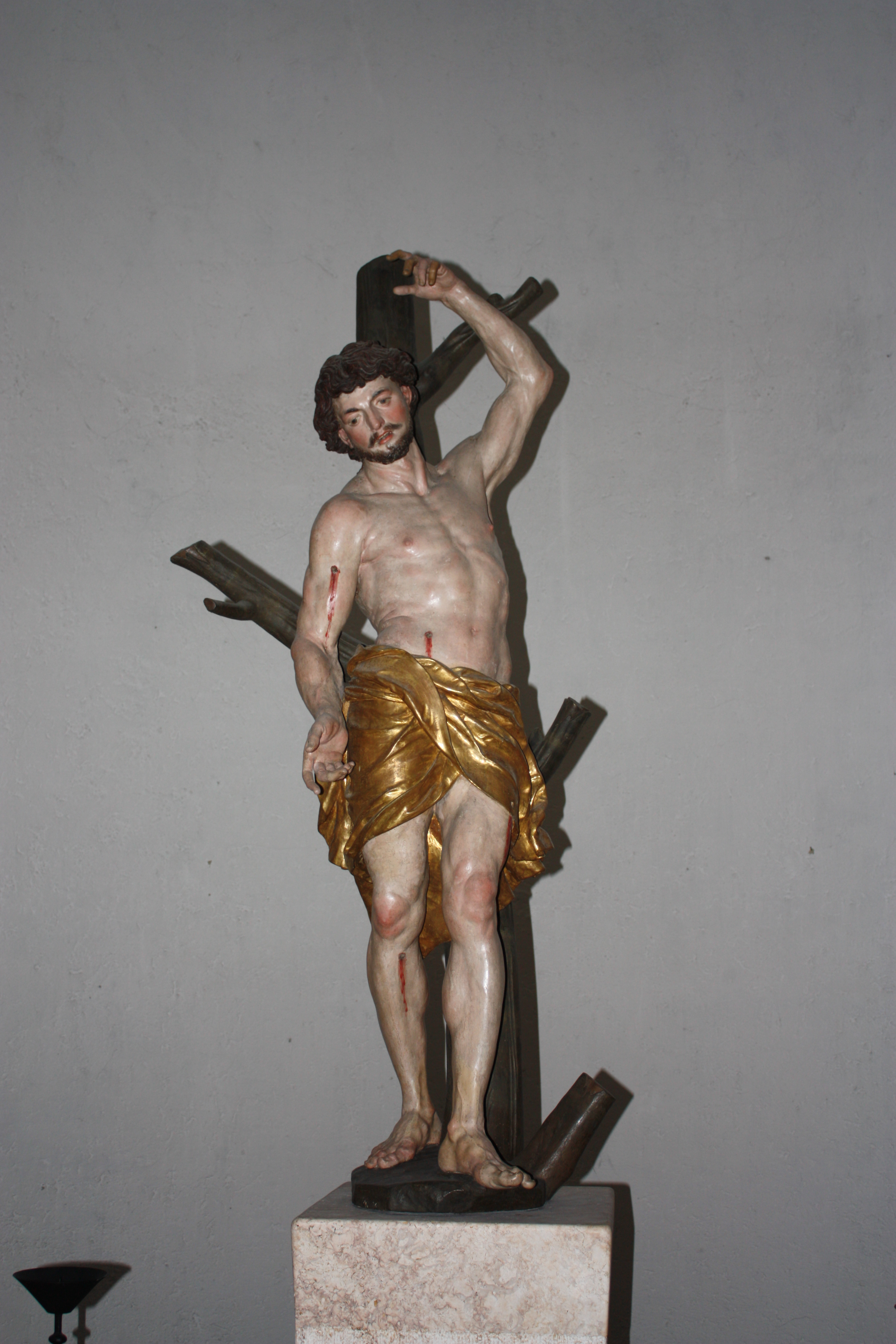
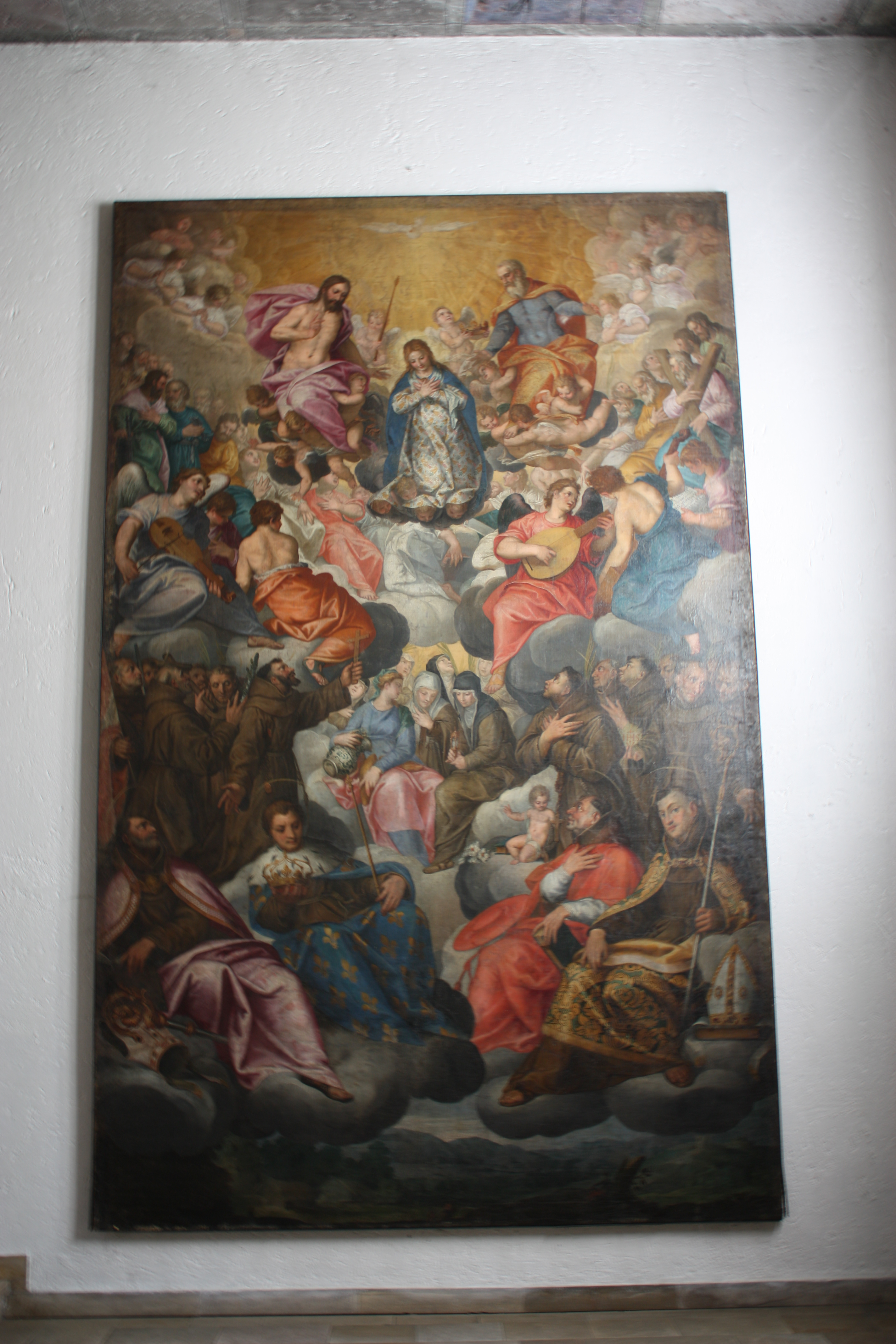